# Барби (село)
Барбѝ (на френски: Barby) е село в североизточна Франция, част от департамента Арден на регион Гранд Ест. Населението му е около 407 души (2020).
Разположено е на 75 метра надморска височина в северната част на Парижкия басейн, на десния бряг на река Ен и на 36 километра североизточно от Реймс. Селището има предимно земеделско стопанство, насочено главно към производството на зърно.

## Известни личности
Родени в Барби
- Жан Жерсон (1363 – 1429), богослов